# Camponotus kutterianus
Camponotus kutterianus is een mierensoort uit de onderfamilie van de schubmieren (Formicinae). De wetenschappelijke naam van de soort is voor het eerst geldig gepubliceerd in 1972 door Baroni Urbani.